# Joseph Rubinstein
Joseph Rubinstein, född 1847, död 1884, var en rysk pianist.
Rubinstein studerade i Wien och senare hos Liszt. Han kom att stå den nytyska skolan nära och utgav pianoutdrag och -transkriptioner av Wagnerska verk; själv skrev han någon salongsmusik och blev på sin tid omtalad som författare av några artiklar i "Bayreuther Blätter" mot Schumann och Brahms.